# のってけテリー!渚の青春花吹雪
のってけテリー!渚の青春花吹雪（のってけテリー なぎさのせいしゅんはなふぶき）は、1997年5月 - 1998年3月までニッポン放送で平日午後に生放送されていたワイド番組。

## 概要
同局で午後のワイド番組のパーソナリティを4年間余り務めていた塚越孝に替わり、それまで土曜の朝ワイド番組「天才テリーの芸能ダマスカス」（1995年3月 - 1997年3月・8:00 - 11:00）でパーソナリティを務め、徐々にタレント活動へシフトしていたテレビプロデューサーで演出家のテリー伊藤を起用した。また番組タイトルである「青春花吹雪」は、その年の同局のキャッチコピーとしても使用されている。
しかし当時のテリーはまだ毒の強い過激な言動が目立ち、また番組スタイルも塚越に比べると奇抜だった（しかもアシスタントの川野、加藤ではテリーを制御しきれなかった）ため、かえって当時間帯の聴取者には馴染みにくさが目立った。
そこでてこ入れとして、翌年から自らテリーをリードすることもできる上柳昌彦（当時は「うえやなぎまさひこ」名義）とコンビを組み、「テリーとうえちゃんのってけラジオ」としてリニューアルスタートするに至った。
その後もさまざまな形でのリニューアルを行いながら、2010年6月に「テリーとたい平のってけラジオ」が終了するまで13年2か月の間、テリー伊藤はニッポン放送の平日午後ワイドのメインパーソナリティーを担当し続けた。
エンディングテーマは寺内タケシとブルージンズの「テリーのテーマ」

## 放送時間
- 月 - 金曜　13:00 - 16:00

帯番組である「竹村健一のずばりジャーナル」を内包。

## パーソナリティ
- テリー伊藤[1]

### アシスタント
- 加藤貴子（当初は毎日担当。1997年10月より、金曜日 担当）
- 川野良子（ニッポン放送アナウンサー(当時)。現・フジテレビ アナウンサー。1997年10月より、月 - 木曜日 担当）